# Alfredo Grimaldos
Alfredo Grimaldos Feito (Madrid, 1956 - 4 de diciembre de 2020) fue un periodista de investigación español. Era licenciado en Ciencias de la Información por la Universidad Complutense de Madrid. También era crítico de música flamenca.

## Trayectoria
Entre 1982 y 1985, fue director de la revista de información flamenca Cabal. Fue director y presentador de los programas de radio La hora del duende y A compás.
A partir de 1989, se convirtió en el crítico de flamenco del periódico El Mundo.
En el capítulo 12 de su libro La CIA en España, Grimaldos afirmaba que no existió la enfermedad de la colza y que la verdadera causa de la intoxicación fue un escape bacteriológico en la base estadounidense de Torrejón.
Falleció en diciembre de 2020 después de padecer una grave enfermedad.

## Publicaciones
- La sombra de Franco en la Transición. Madrid: Editorial Oberón. 2004. ISBN 84-9605-275-3.
- La CIA en España: espionaje, intrigas y política al servicio de Washington. Barcelona: Editorial Debate. 2006. ISBN 84-8306-678-5.
- Zaplana, el brazo incorrupto del PP. Tres Cantos: Editorial Foca. 2007. ISBN 84-9544-094-6.
- La Iglesia en España: 1977-2008. Barcelona: Ediciones Península. 2008. ISBN 84-8307-837-6.
- Esperanza Aguirre, la lideresa. Tres Cantos: Editorial Foca. 2009. ISBN 84-9679-723-6.
- Historia social del flamenco. Barcelona: Ediciones Península. 2010. ISBN 84-9942-046-X.
- Claves de la Transición 1973-1986 (para adultos): de la muerte de Carrero Blanco al referéndum de la OTAN. Barcelona: Ediciones Península. 2013. ISBN 84-9942-237-3.
- Flamencos en el ferrocarril: Ediciones El Boletín 2017.El Puerto de Santa María-Cádiz. 978-84-947386-3-0